# Yanggu (ort i Kina)
Yanggu är en ort i Kina. Den ligger i provinsen Shandong, i den östra delen av landet, omkring 120 kilometer sydväst om provinshuvudstaden Jinan.
Runt Yanggu är det tätbefolkat, med 459 invånare per kvadratkilometer. Närmaste större samhälle är Yanta, 17,4 km nordväst om Yanggu. Trakten runt Yanggu består till största delen av jordbruksmark.
Genomsnittlig årsnederbörd är 671 millimeter. Den regnigaste månaden är juli, med i genomsnitt 215 mm nederbörd, och den torraste är januari, med 4 mm nederbörd.